# ۸۰۸ (میلادی)
۸۰۸ (میلادی) هشتصد و هشتمین سال تقویم میلادی است.

## درگذشتگان
- شبطون فقیه و محدث اندلسی

‎